# أثب
الأثب أو إيراغروستيس أو عشبة الحُبّ (الاسم العلمي: Eragrostis) جنس نباتي عشبي ينتمي إلى الفصيلة النجيلية.

## منأنواعهالواطنةفيالوطن العربي
- الأثب الأصغر (باللاتينية: Eragrostis minor) في مناطق الوطن العربي المتوسطية ومعظم مناطق أوروبا
- أثب بارلييه (باللاتينية: Eragrostis barrelieri) (نسبة إلى عالم النبات الفرنسي جاك باريلييه (بالفرنسية: Jacques Barrelier)‏) في بلاد الشام
- الأثب التلي (باللاتينية: Eragrostis collina) في بلاد الشام وتركيا والقوقاز
- الأثب المشعر (باللاتينية: Eragrostis pilosa) في مناطق الوطن العربي المتوسطية وأوروبا
- الأثب المصري (باللاتينية: Eragrostis aegyptiaca) في مصر والمغرب العربي
- الأثب المهدب (باللاتينية: Eragrostis cilianensis) في مناطق الوطن العربي المتوسطية وجنوب أوروبا وشرقها
- الأثب الياباني (باللاتينية: Eragrostis japonica) في مناطق الوطن العربي المتوسطية

## معرض صور

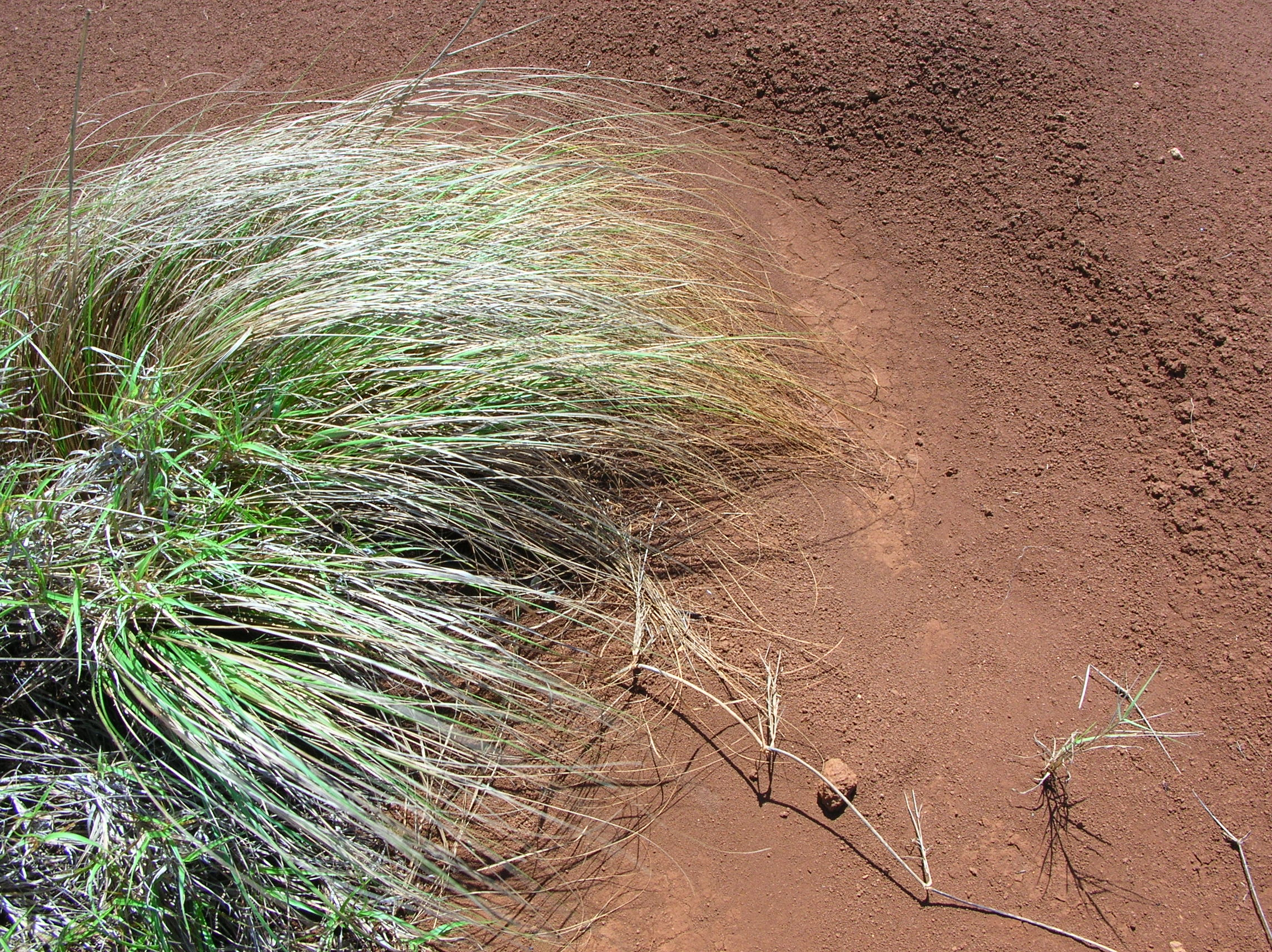
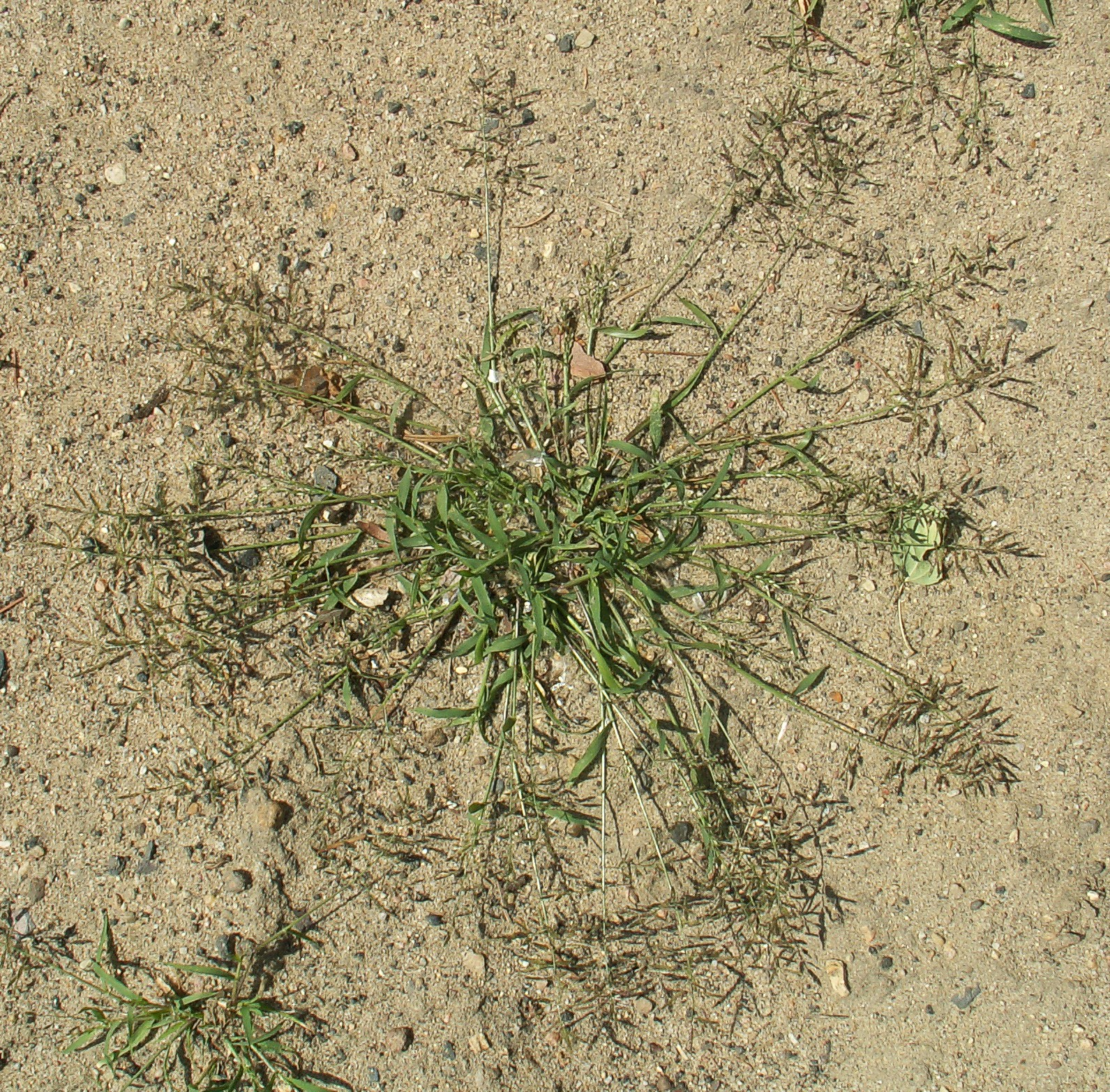
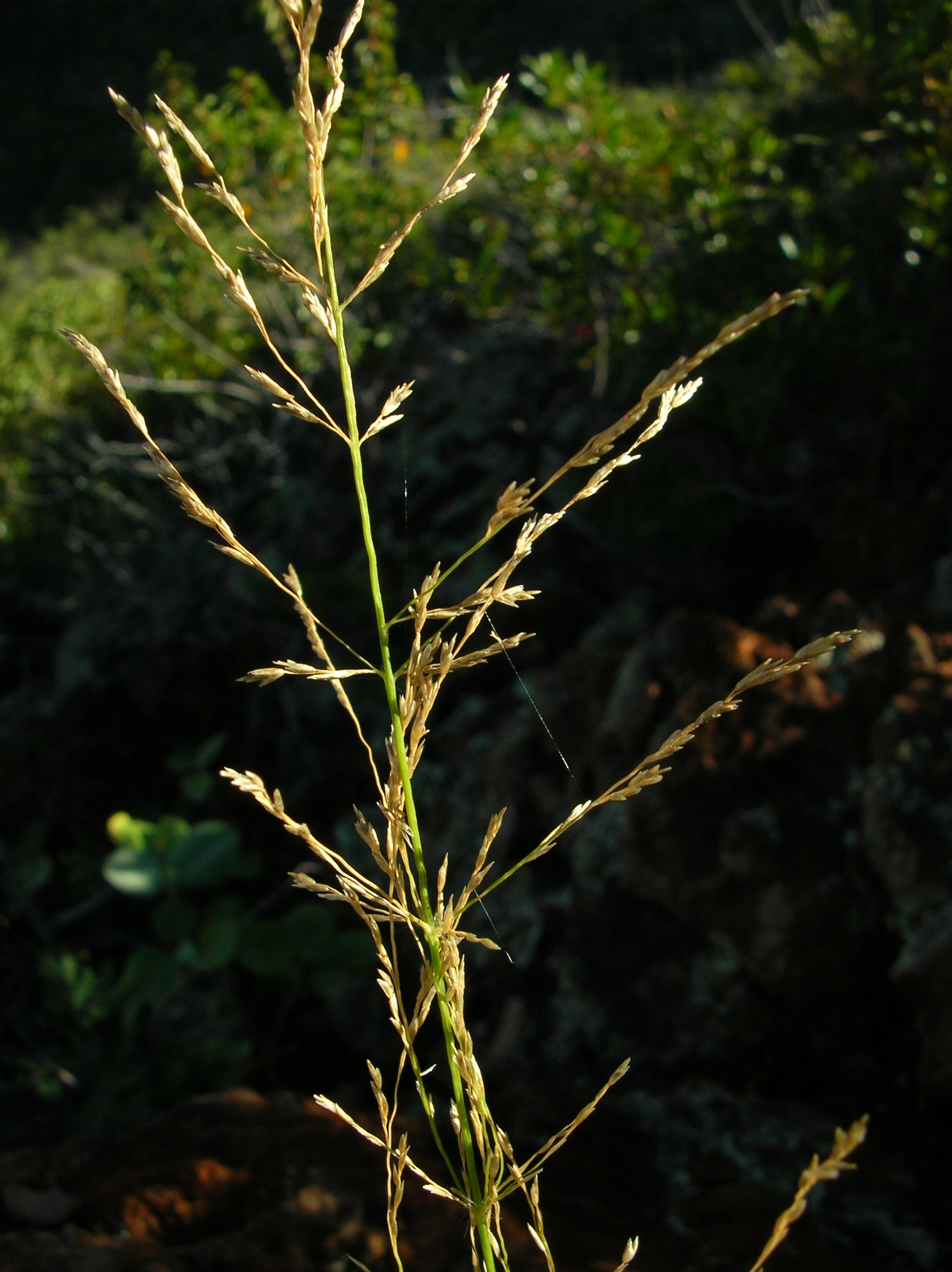
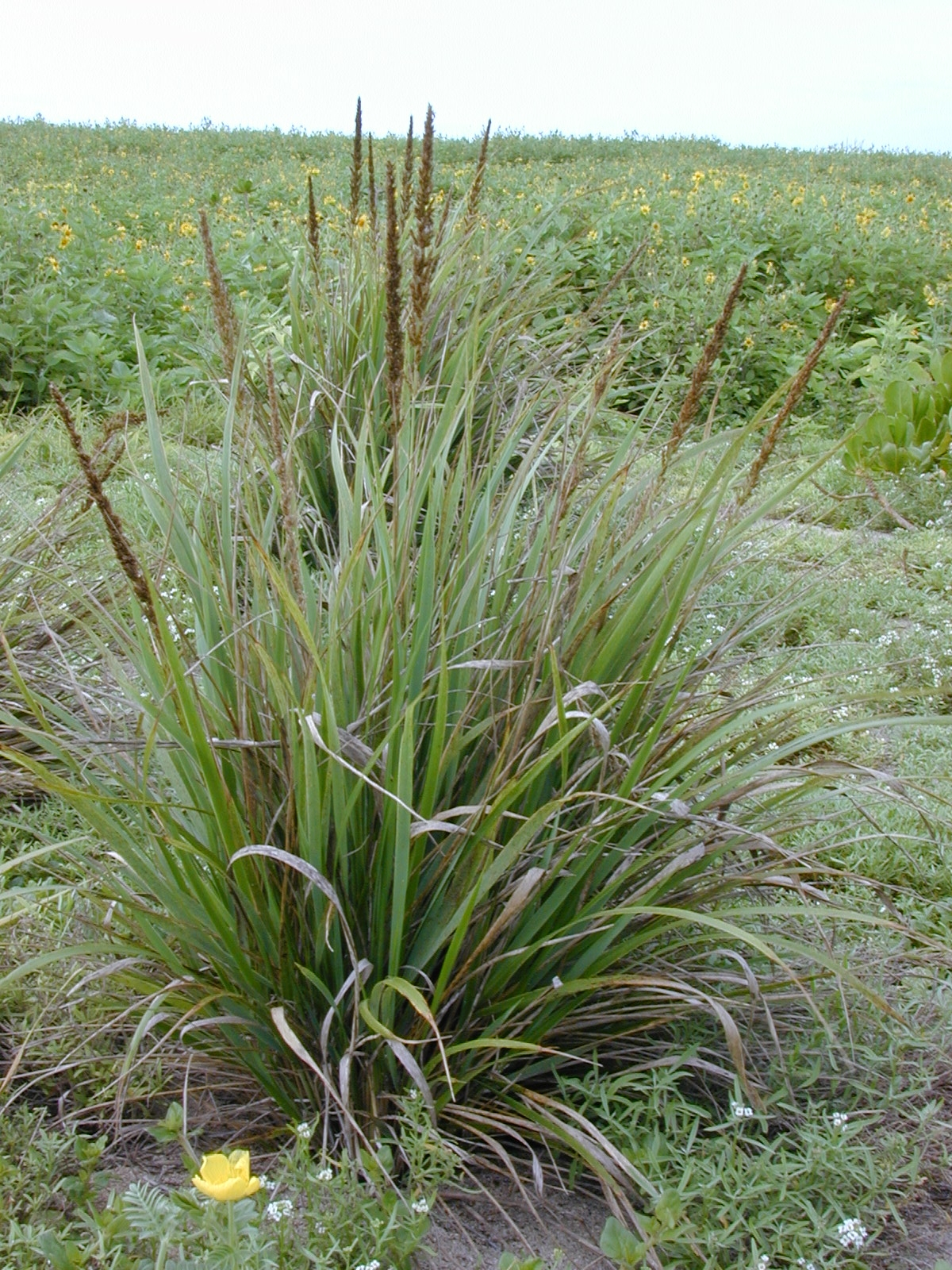

## من أنواعه غير الموجودة في الوطن العربي
- الأثب التيفي أو التيف (باللاتينية: Eragrostis tef)
- الأثب رقيق الأوراق (باللاتينية: Eragrostis tenuifolia)
- الأثب المنحني (باللاتينية: Eragrostis curvula)